# Anžela Voronova
Anžela Voronova (Narva, URSS, 4 de octubre de 1968) es una deportista estonia que compite en tiro, en la modalidad de rifle.
Ganó una medalla de bronce en el Campeonato Mundial de Tiro de 2014 y dos medallas en el Campeonato Europeo de Tiro, en los años 2013 y 2024.

## Palmarés internacional
| Campeonato Mundial | Campeonato Mundial | Campeonato Mundial | Campeonato Mundial          |
| Año                | Lugar              | Medalla            | Prueba                      |
| ------------------ | ------------------ | ------------------ | --------------------------- |
| 2014               | Granada (España)   | Medalla de bronce  | Rifle en pos. tendida 300 m |
| Campeonato Europeo |                    |                    |                             |
| Año                | Lugar              | Medalla            | Prueba                      |
| 2013               | Osijek (Croacia)   | Medalla de oro     | Rifle 3 posiciones 300 m    |
| 2024               | Osijek (Croacia)   | Medalla de plata   | Rifle en pos. tendida 300 m |